# Kistefos
Kistefos AS är ett norskt investmentföretag. Det ägs i sin helhet av Christen Sveaas. Namnet kommer från Kistefos Træsliberi, som grundades 1889 av Anders Sveaas (1840–1917) vid vattenfallet Kistefoss i Ranelva och drevs fram till ungefär 1955. Christen Sveaas köpte aktiemajoriteten i företaget 1993 och inordnade det under Kistefos AS.
Koncernen består av hel- och delägda industriföretag inom offshore, shipping och informationsteknologi. Företaget har också intressen inom bank- och finansväsende samt telekommunikation- och fastighetsföretag.
Ett av Kistefos dotterföretag är det i Sverige börsnoterade Viking Supply Ships AB.